# William Wesley Peters

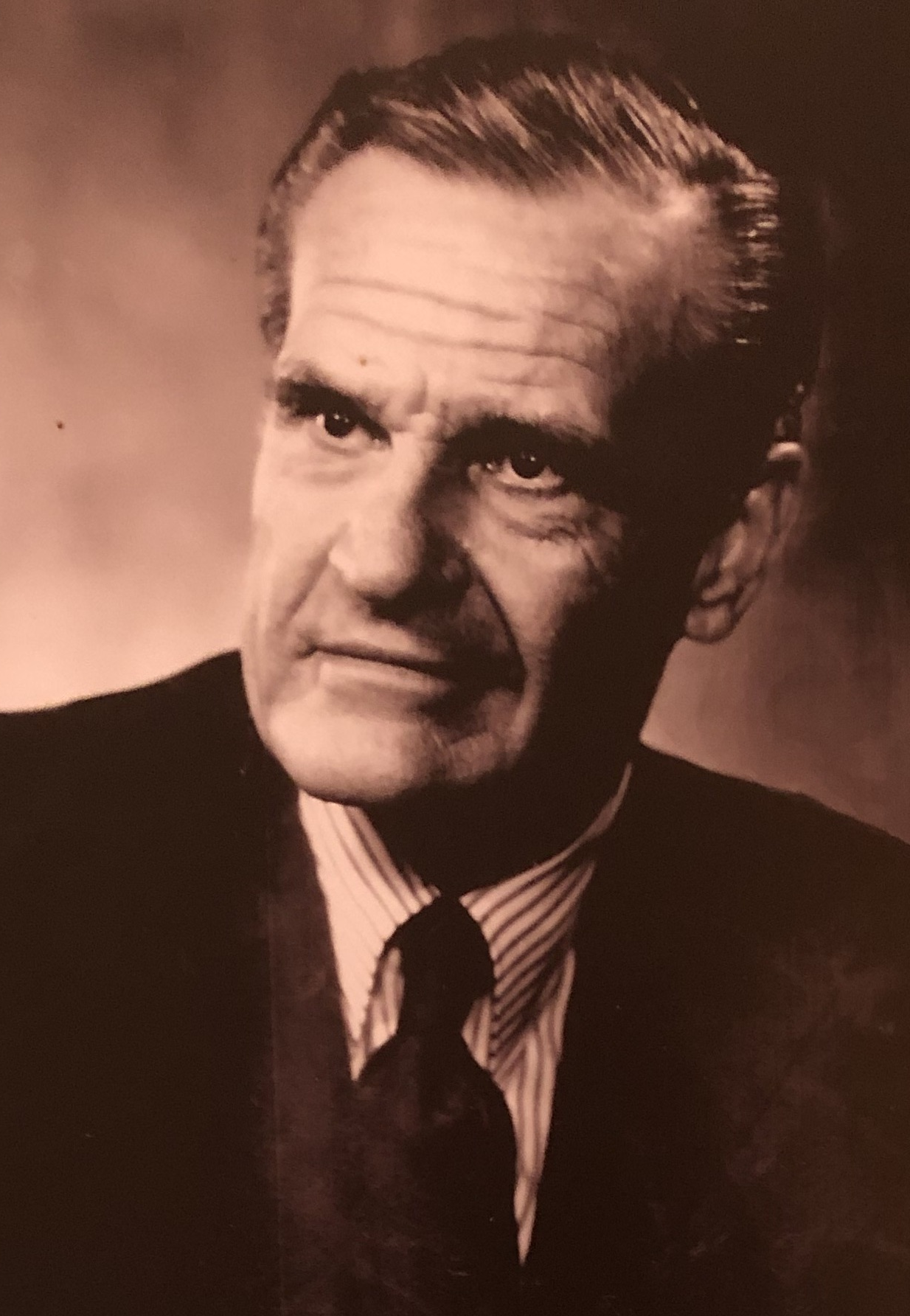
William Wesley Peters

William Wesley Peters (* 12. Juni 1912 in Terre Haute, Indiana; † 17. Juli 1991 in Madison, Wisconsin) war ein amerikanischer Architekt und Ingenieur.

## Leben
Peters war das älteste von zwei Kindern von Frederick Romer Peters und Claire Adelaide Peters. Seine Schwester, Margedant Peters, war die Ehefrau von S. I. Hayakawa, dem neunten Präsidenten der San Francisco State University, der später den US-Bundesstaat Kalifornien im Kongress vertrat. Peters ging auf das Evansville College und besuchte danach für zwei Jahre das Massachusetts Institute of Technology.
Peters trat dem Taliesin Fellowship bei, welches zu dieser Zeit von Frank Lloyd Wright geleitet wurde. Unter anderem unterstützte er Wright beim Bau von Fallingwater und der Johnson Wax Headquarters. Auch war er für den Bauentwurf des Solomon R. Guggenheim Museum zuständig. Von ihm stammt das Design des Pearl Palace und des Damavand College, die beide im Iran gebaut wurden. Ferner entwarf er den Lincoln Income Life Insurance Tower in Louisville, Kentucky.
1935 heiratete Peters die Stieftochter von Wright, Svetlana Hinzenberg Wright (1917–1946), mit der er zwei Söhne bekam. Svetlana starb mit einem der Kinder 1946 bei einem Verkehrsunfall. Nach dem Tod Wrights 1959 wurde Peters Vorsitzender der Taliesin Associated Architects. 1970 heiratete er Swetlana Allilujewa, die Tochter des sowjetischen Diktators Josef Stalin. Das Paar bekam eine Tochter, Olga. Die Ehe wurde 1973 geschieden. 1985 wurde er Vorsitzender der Frank Lloyd Wright Foundation und hatte diesen Posten bis zu seinem Tod im Jahre 1991 inne.